# Slaheddine Maaoui
Slaheddine Maaoui (arabe : صلاح الدين معاوي), né le 20 juillet 1950 à Kairouan et mort le 30 décembre 2019, est un homme politique tunisien.

## Biographie
Slaheddine Maaoui naît le 20 juillet 1950 à Kairouan. Après des études d'enseignement primaire à Sfax puis à El Menzah, il fréquente le lycée Sadiki à Tunis puis entreprend des études en droit public couronnées par une licence de la faculté de droit de l'université de Tunis,.

### Carrières

#### Carrière médiatique
Slaheddine Maaoui assume par la suite des fonctions dans le secteur de l'information pendant plusieurs années. Recruté par le journal La Presse de Tunisie en 1971, il gravit rapidement les échelons, devenant rédacteur en chef adjoint en 1974 puis rédacteur en chef en 1978. Dans le même temps, il est choisi comme membre de la Commission internationale de l'information (One World) qui œuvre sous la direction de l'Organisation des Nations unies et regroupe les journaux les plus réputés. Il continue également à assurer la correspondance locale pour Le Figaro. En 1986, il est élu en tant que vice-président de la Fédération internationale des journalistes.
Il assure également la présidence du conseil d'administration de la Société nouvelle d'impression, de presse et d'édition, siège au Conseil supérieur de la communication et préside l'Association tunisienne des éditeurs de journaux. En mars 1989, il est désigné comme directeur général de l'Établissement de la radiodiffusion-télévision tunisienne. Il est également élu à la présidence de l'Union des radios et télévisions nationales d'Afrique et comme membre du conseil exécutif de l'Union de radiodiffusion des États arabes (en) (ASBU).
En janvier 2007, il devient directeur général de l'ASBU, fonction qu'il exerce à la suite de son élection en décembre 2006 par l'assemblée générale de l'ASBU pour un mandat de quatre ans. En 2015, ayant épuisé ses deux mandats successifs de huit ans, il doit quitter son poste mais le conseil de l'ASBU souhaite continuer à bénéficier de ses compétences et créé spécialement pour lui une nouvelle structure consultative : le groupe de planification stratégique dont il devient le président.

#### Carrière politique
Slaheddine Maaoui adhère au Rassemblement constitutionnel démocratique en 1987 et fait partie de son comité central tout en présidant la cellule Habib-Thameur de Tunis[réf. souhaitée]. De février 1991 à mars 1992, il assume les fonctions de conseiller auprès du président de la République, puis celles de directeur général de l'Agence tunisienne de communication extérieure de février 1992 à janvier 1995.
Il est nommé à la tête du ministère du Tourisme, qu'il assume de janvier 1995 à janvier 2001, puis comme ministre délégué auprès du Premier ministre, chargé de la Communication, des Droits de l'homme et des Relations avec la Chambre des députés, poste qu'il occupe de février 2001 à mai 2002. Il est ensuite nommé comme ambassadeur en Arabie saoudite (novembre 2002 à décembre 2006).

### Mort
Mort le 30 décembre 2019, Slaheddine Maaoui est enterré le lendemain au cimetière de Gammarth.

### Vie privée
Slaheddine Maaoui est marié et père de trois enfants.